# ズィグムント・プワフスキ

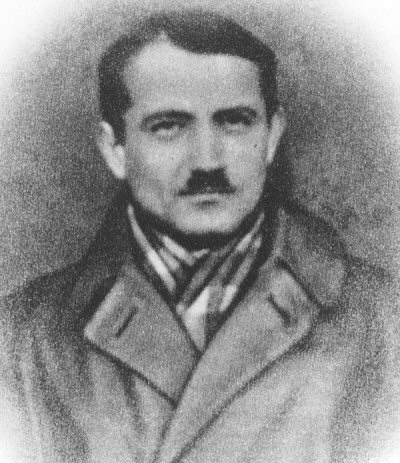
ズィグムント・プワフスキ

ズィグムント・プワフスキ（Zygmunt Puławski 、1901年10月24日 - 1931年3月21日）は、ポーランドの航空技術者であり、パイロット。「プワフスキ翼」もしくは「ポーランド翼」とも呼ばれたガル翼を発明し、ポーランド空軍のPZL戦闘機シリーズを手掛けた。

## 略歴
ルブリン生まれ。ポーランド・ソ連戦争のソ連侵攻時であった1920年の夏、ZHP（ポーランドのボーイスカウト）に参加した後、同年暮れにワルシャワ工科大学へ入学し、勤勉で能力の高い学生として高く評価された。また、在学期間中は同大学の学生工学クラブの航空セクションに属し、グライダーを数機製作した。1925年に技士の称号を得て同大学を卒業した後、フランスのブレゲー社に就職した。帰国後、軍役に付き、その間にブィドゴシュチュの軍航空学校を卒業してパイロットとなった。1927年にワルシャワのCWL（中央航空舎、後にPZLとして再編成された）の主席開発担当者となった。
1928年、国防省の要求に応える為、プワフスキは直列エンジンを搭載した全金属製高翼単葉機、P.1を設計した。この際にコックピットからの視界を改善すべく、ガル翼を発明しており、後に開発された様々な機体に採用された。P.1は1929年に初飛行を実施し、各国から高い関心を得た。しかし、政府が星型エンジンの使用を推進していた為、結局のところP.1は生産されず、プワフスキの次期デザインを待つこととなった。この次期作がP.1の星型エンジン搭載版とも言えるP.6で、1930年に初飛行を行った。この機体はボレスワフ・オルリンスキによる操縦の元、当時米国にて開催されていたナショナル・エアレースで優勝し、多数の軍事ジャーナリストから「世界最高の戦闘機」と評された。後にこの機体の改修型であるP.7はポーランド空軍用に150機生産された。1931年初頭、プワフスキはより傾倒していた直列エンジンの搭載に回帰し、今までとは全く別となる戦闘機、P.8を設計した。また、遡って1930年には政府の指示を受け、P.7の改良版となるP.11の設計も同時進行で行っていた。
プワフスキは飛行機を設計する傍ら、ワルシャワのポーランド航空クラブに属すパイロットとして、飛行機を自ら操縦していた。1930年3月21日、本人がデザインした最新型となるPZL 12飛行艇を操縦している際、離陸時に強風によって煽られて墜落、29歳で死亡した。死後、P.11の開発はウズィウォロッド・ジャキミュークによって引き継がれ、ポーランド侵攻時となる1939年には空軍の主力戦闘機として配備された。また、より性能を向上させた輸出用の機体であったP.24のデザインも全てプワフスキによって確立された技術が使用され、様々な国に販売された。
1930年初頭には世界最高といわれた戦闘機のデザインを、後続の新型機体が設計されずに1939年まで国が使い続けざるを得なかった点から見ても、プワフスキは当時のポーランド人航空エンジニアの中でも群を抜くほどの才能を持っていた一人であったと言える。

## 設計機体
| 型番 | 概要、初飛行/生産開始                          |
| P.1  | 戦闘機（プロトタイプ）、単発高翼機、 1929/-    |
| P.2  | 戦闘機（プロジェクト）、単発高翼機、製作されず |
| P.6  | 戦闘機（プロトタイプ）、単発高翼機、 1930/-    |
| P.7  | 戦闘機、単発高翼機、 1930/1932                 |
| P.8  | 戦闘機（プロトタイプ）、単発高翼機、 1931/-    |
| P.9  | 戦闘機（プロジェクト）、単発高翼機、製作されず |
| P.10 | 戦闘機（プロジェクト）、単発高翼機、製作されず |
| P.11 | 戦闘機、単発高翼機、 1931/1934                 |
| 12   | 飛行艇、単発高翼機、 1931/-                    |